# Кордош
Кордош (рум. Cordoș) — село у повіті Муреш в Румунії. Входить до складу комуни Кецань.
Село розташоване на відстані 281 км на північний захід від Бухареста, 41 км на захід від Тиргу-Муреша, 43 км на південний схід від Клуж-Напоки.

## Населення
За даними перепису населення 2002 року у селі проживали 54 особи.
Національний склад населення села:
| Національність | Кількість осіб | Відсоток |
| -------------- | -------------- | -------- |
| румуни         | 44             | 81,5%    |
| угорці         | 10             | 18,5%    |

Рідною мовою назвали:
| Мова      | Кількість осіб | Відсоток |
| --------- | -------------- | -------- |
| румунська | 44             | 81,5%    |
| угорська  | 10             | 18,5%    |